# Hitachi Rock
Rock è il nome commerciale dato da Trenitalia ad una famiglia di elettrotreni adibiti al trasporto Regionale, Regionale Veloce e Regio Express prodotti a partire dal 2017 da Hitachi Rail negli stabilimenti di Reggio Calabria, Napoli e Pistoia, indicati con le sigle identificative ETR 421, ETR 521, ETR 521 S1 (identificato anche come ETR 522) ed ETR 621. Il nome commerciale ufficialmente assegnato da Hitachi a tali convogli è Caravaggio, soprannome che viene utilizzato per questo tipo di treno anche da Trenord, società che gestisce i servizi ferroviari regionali in Lombardia.

## Storia
Il primo viaggio in servizio commerciale avvenne il 31 maggio 2019 tra Bologna e Parma con l'ETR 521.004, mentre il viaggio inaugurale con le autorità venne effettuato il 14 giugno 2019. Il 3 settembre 2019 è stato trasferito da Reggio Calabria al circuito ferroviario di prova di Bologna San Donato il primo convoglio a quattro elementi, classificato ETR 421, che è anche il primo convoglio consegnato dallo stabilimento Hitachi Rail in Calabria. 
Il 12 ottobre è stato invece presentato presso la Hitachi Rail di Pistoia il primo convoglio destinato a Trenord, l'ETR 521.024, che il 15 ottobre è stato inviato presso Bologna San Donato per iniziare le prove prima dell'esercizio regolare; i convogli di Trenord hanno una disposizione degli interni leggermente diversa da quella degli omologhi Trenitalia. Rock è il soprannome dato a questi mezzi da Trenitalia, mentre Trenord li ha denominati Caravaggio, soprannome uguale al nome commerciale usato dal costruttore Hitachi. 
Il 18 maggio 2020 è terminata la costruzione del primo convoglio a 6 moduli, classificato ETR 621. Il primo servizio di Trenord su cui sono stati impiegati i Caravaggio è stata, a partire dal gennaio 2020, la linea S11 del servizio ferroviario suburbano di Milano, con l'uso degli ETR 521; la linea collega le stazioni di Rho, Milano Porta Garibaldi e Chiasso, ma le corse effettuate con i nuovi treni sono limitate alla stazione di Como San Giovanni perché i convogli eccedono la sagoma limite consentita nella galleria "Monte Olimpino 1", che congiunge Como e Chiasso e che dovrebbe essere oggetto di lavori di adeguamento entro il 2025. 
Nei mesi successivi Trenord ha iniziato ad impiegare i Caravaggio, nelle versioni a quattro ed a cinque casse, anche sulle relazioni Milano Porta Garibaldi-Carnate Usmate-Lecco (linea S8 della rete suburbana milanese), Milano-Verona Porta Nuova, Milano-Domodossola, Milano-Treviglio-Bergamo e Milano-Porto Ceresio. Dal 5 settembre 2022 gli ETR 521 sono entrati in servizio sulla linea di Ferrovienord Milano-Saronno-Varese Nord-Laveno Mombello Lago. Dall'11 giugno 2023, con l'entrata in vigore dell'orario estivo di Trenord, i treni di questo tipo effettuano il 100% dei servizi sulla linea Milano-Pavia-Voghera-Alessandria.
Dal cambio orario del 10 dicembre 2023, su alcune relazioni di Trenitalia e Trenitalia Tper (come per esempio la tratta Bologna-Milano), gli ETR 521 sono impiegati in doppia composizione, garantendo fino a quasi 1200 posti a sedere.
A partire dal 6 marzo 2025, Trenord ha immesso in servizio gli ETR 421 in allestimento aeroportuale sulla tratta Milano Cadorna-Malpensa T2. Questo dopo aver svolto una corsa prova con l'ETR 421.048 da Milano Cadorna a Malpensa T2 e viceversa.

## Descrizione
Si tratta di elettrotreni per servizi regionali, costruiti in composizioni da 4, 5 o 6 casse, con configurazione a doppio piano. Nelle due versioni più corte la trazione è effettuata dalle vetture di testa e di coda, mentre nella versione a sei elementi, al fine di mantenere inalterate le prestazioni nonostante le maggiori dimensioni, anche una delle casse intermedie è motorizzata. Possono raggiungere una velocità massima di 160 km/h e un’accelerazione massima di 1,10 m/s². 
A bordo possono trovare posto circa 1400 persone, con oltre 700 sedute nella composizione più lunga. Ogni cassa è caratterizzata da quattro compartimenti passeggeri, due centrali disposti uno in corrispondenza del pianale ribassato ed uno al piano superiore e due laterali disposti ad altezza intermedia, sopra i carrelli. Le postazioni passeggeri sono dotate di sedili disposti sia frontalmente che lateralmente e sono tutte equipaggiate con prese elettriche ed USB. 
La sicurezza è garantita da un sistema di telecamere di sorveglianza a circuito chiuso e da un impianto antincendio automatico con termocamere. Il treno è dotato di due servizi igienici, posti nelle carrozze di testa e di coda; sono inoltre presenti spazi dedicati ai disabili con porte attrezzate, aree dedicate a passeggini e carrozzine e rastrelliere per biciclette con prese per la ricarica delle bici elettriche. 
Le informazioni di viaggio sono visualizzate sui monitor interni delle carrozze e sui display esterni a LED sui frontali e sulle fiancate. Le porte di salita e discesa, in posizione ribassata a filo banchina, sono scorrevoli ad anta singola, ed è presente anche una pedana scorrevole per l'accesso facilitato a passeggini e persone con disabilità. I Rock sono dotati di accesso posto direttamente sul piano ribassato (come i Vivalto, TAF e TSR) e di scala per la salita al piano superiore posta al livello intermedio (al quale a sua volta si accede salendo alcuni gradini), soluzione differente rispetto ad altri convogli a doppio piano già in servizio in Italia, dove la scala di accesso al piano superiore è posta sul pianale ribassato per un incarrozzamento dei passeggeri più rapido.

## Livree
Sin dall'entrata in servizio, i convogli di Trenitalia adottano una variante della livrea DPR, con lo stemma della regione nella quale prestano servizio (la prima regione a riceverli è stata l'Emilia-Romagna, seguita da Liguria, Veneto, Lazio, Campania, Piemonte, Friuli-Venezia Giulia e Puglia), mentre quelli di Trenord utilizzano la livrea "regionale" bianco-verde brillante-blu. A partire da settembre 2024 i convogli Trenitalia verranno mano a mano ripellicolati nella nuova livrea “Regionale”. 

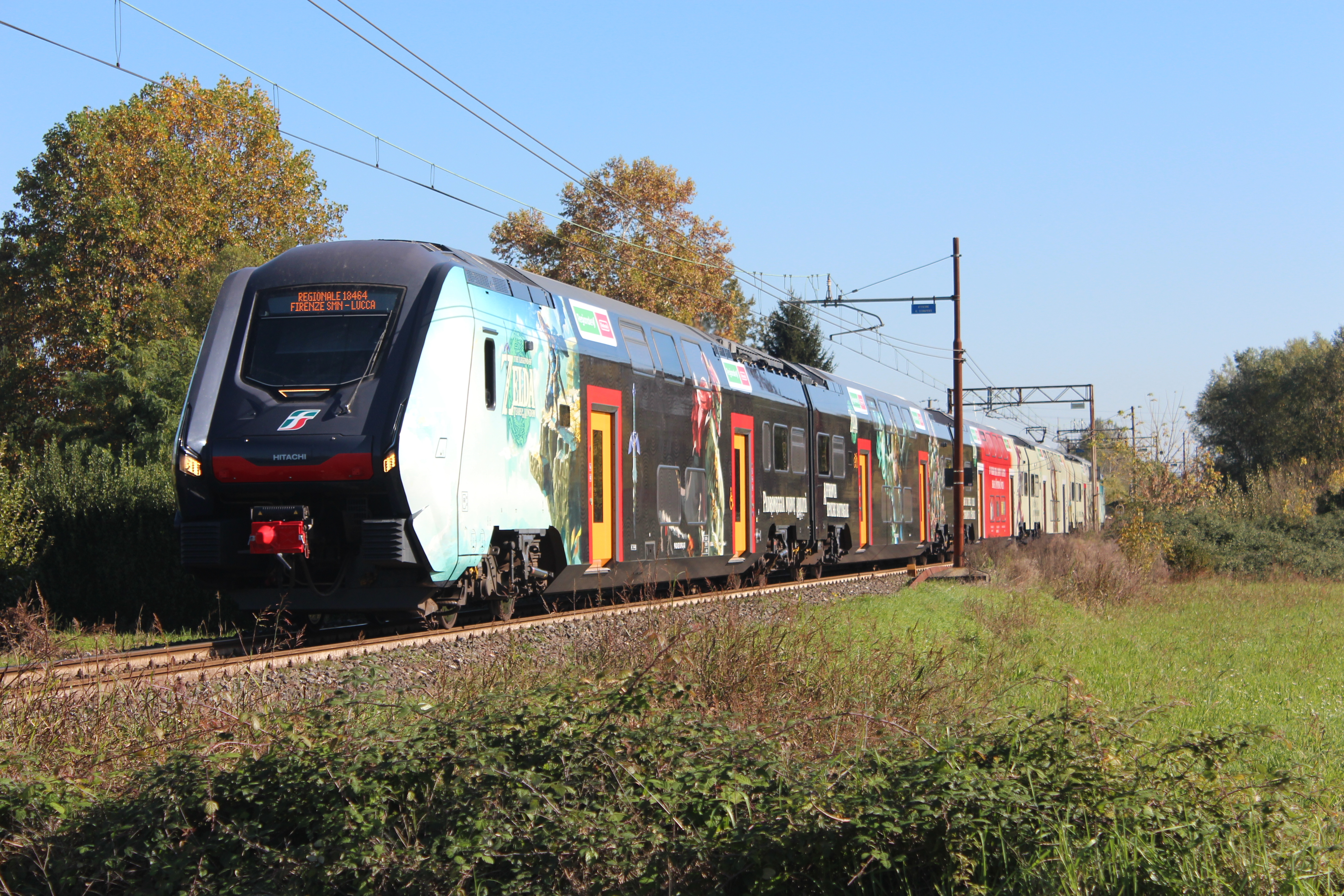
L'ETR 521.079 Rock in livrea "The Legend of Zelda: Tears of the Kingdom" in transito nei pressi della stazione ferroviaria di Tassignano - Capannori (sulla ferrovia Firenze - Lucca), in provincia di Lucca. Foto di Andrea Giorgi.

Molti esemplari hanno ricevuto livree pubblicitarie, a seguito di accordi di collaborazione stipulati da Trenitalia: 
- all’ETR 521.002, in forza a Trenitalia Tper ha ricevuto una livrea dedicata al “Tour de France”
- all’ETR 521.015, in forza a Trenitalia Tper ha ricevuto una livrea dedicata al “Museo Enzo Ferrari”
- all’ETR 521.038 in forza alla DTR Lazio ha ricevuto una livrea dedicata a “LEGO Super Mario[19]”
- all’ETR 521.055 in forza alla DTR Lazio, ha ricevuto una livrea dedicata al film “Marvel Eternal”[19]
- all’ETR 521.069, in forza alla DTR Liguria, ha ricevuto una livrea dedicata al film Pixar “Luca”[20]
- all'ETR 521.066 in forza alla DTR Toscana è stata applicata la livrea "Pinocchio"[21],
- all’ETR 521.079, in forza alla DTR Lazio è stata applicata una livrea dedicata al videogioco “The Legend of Zelda: Tears of the Kingdom”[22]
- all’ETR 521.125 in forza alla DTR Liguria è stata applicata una livrea dedicata alla “Via dell’Amore”[23]

Per quanto riguarda gli esemplari a sei casse:
- gli ETR 621.018 e 021, in forza alla DTR Lazio hanno ricevuto la livrea "Sostenibilità verde"[24]
- l’ETR 621.032 in forza alla DTR Lazio ha ricevuto la livrea “I bambini incontrano il Papa”[25]
- l’ETR 621.048, sempre in forza alla DTR Lazio, ha ricevuto la nuova livrea “Regionale”[26]

Nessun esemplare a quattro casse (ETR 421) ha ricevuto una livrea particolare.

## Incidenti
- Nella notte tra il 28 e il 29 settembre 2022 un incendio ha seriamente danneggiato l'ETR 521.056 nelle immediate vicinanze della stazione di La Spezia Centrale.[27]

- Il 20 gennaio 2023 l'ETR 521 S1.020 ha urtato un tronchino a Milano Centrale; a seguito dei danni riportati il mezzo è stato posto fuori servizio e risulta attualmente accantonato presso il deposito di Milano Fiorenza.[28]

- Il 10 dicembre 2023 l'ETR 421.004 si è scontrato a Faenza con l'ETR 600.07.[29]

- Il 22 marzo 2024 l'ETR 521 S1.045 ha urtato un carrello dimenticato sui binari nei pressi di Treviglio Ovest; attualmente si trova accantonato a Milano Fiorenza.[30]

- Il 13 settembre 2024 l'ETR 421.044 ha impattato a bassa velocità contro un container perso da un carro merci a Bivio Greco nei pressi di Milano Centrale mentre effettuava il servizio RegioExpress 2411 da Domodossola a Milano. Ora è accantonato a Milano Fiorenza.[31]

## Galleria d'immagini

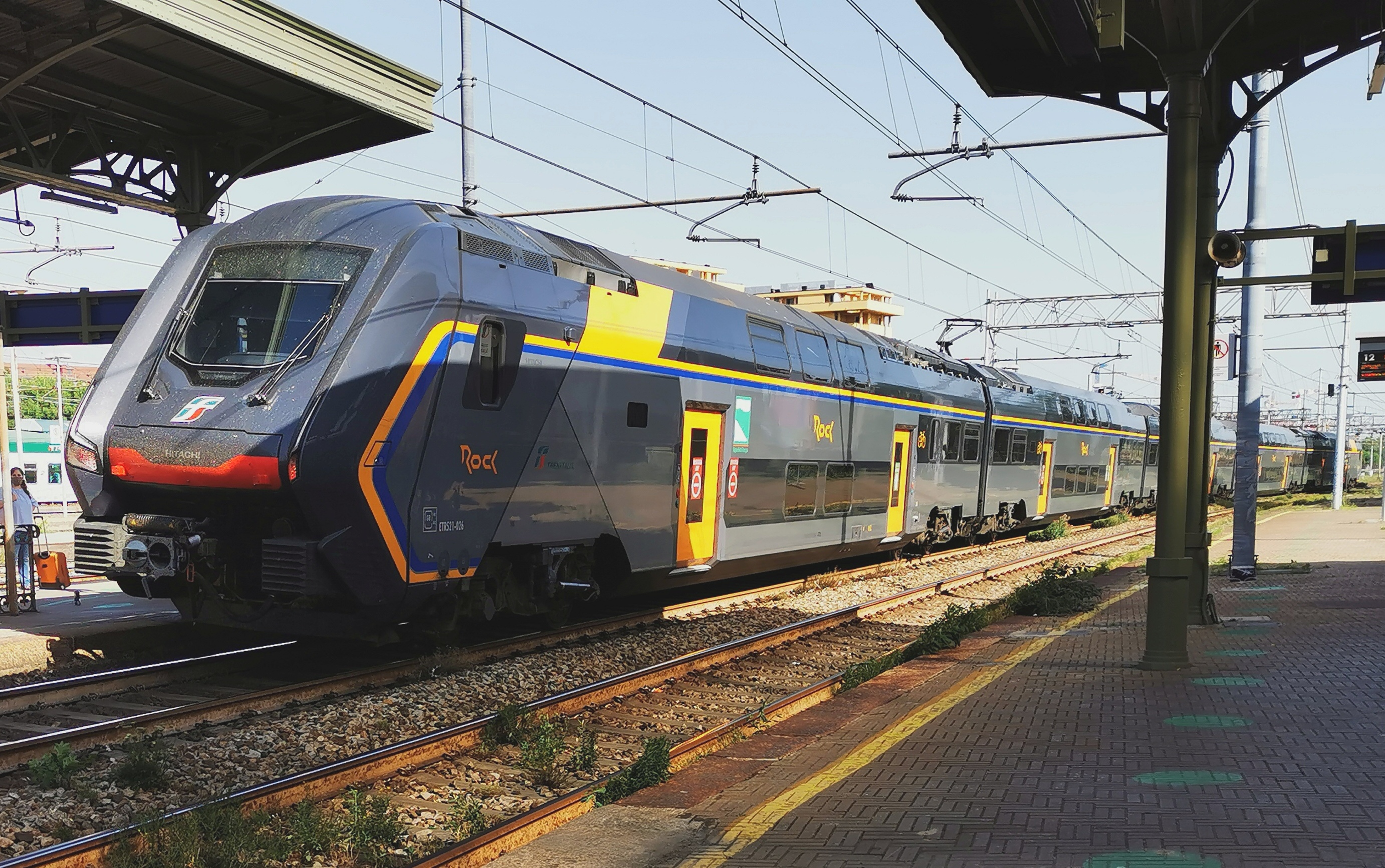
Un elettrotreno Rock alla stazione di Milano Lambrate; da notare il logo della regione Emilia-Romagna, aggiunto alla livrea DPR.
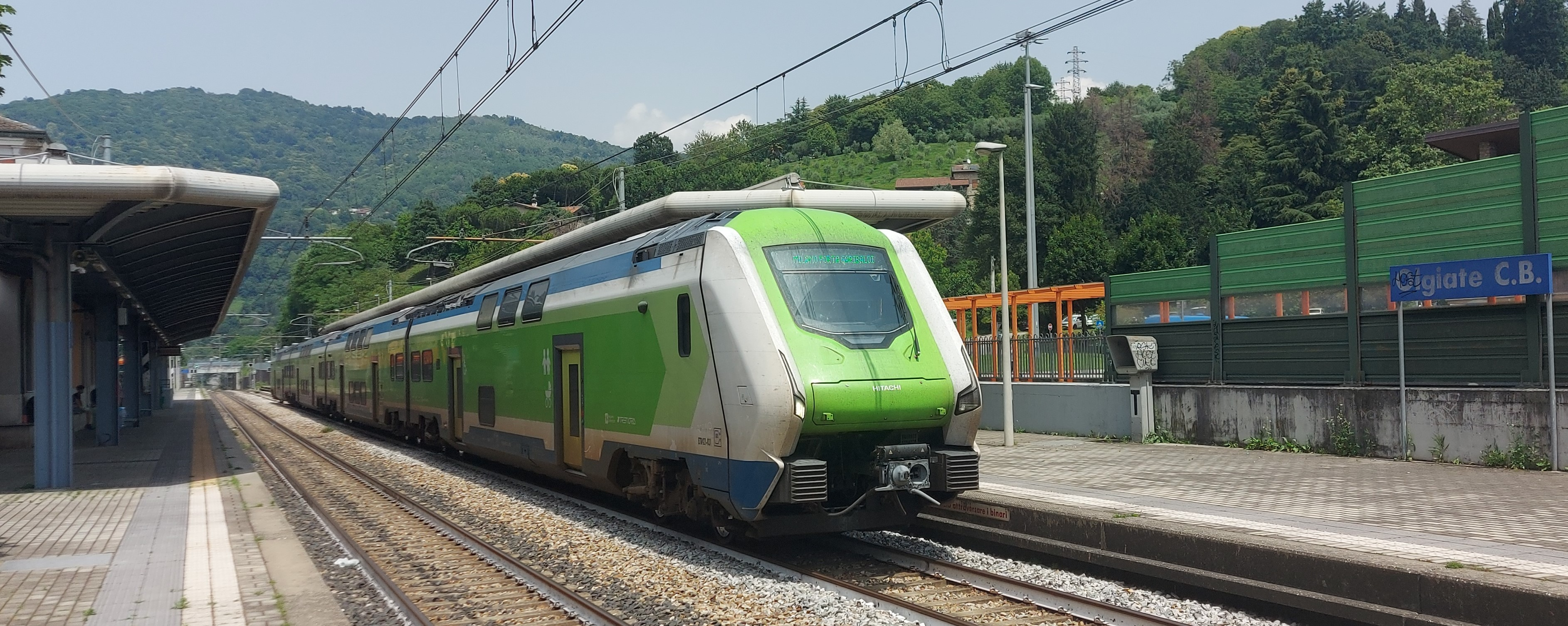
Un ETR 421 Caravaggio S8 in livrea Trenord alla stazione di Olgiate-Calco-Brivio
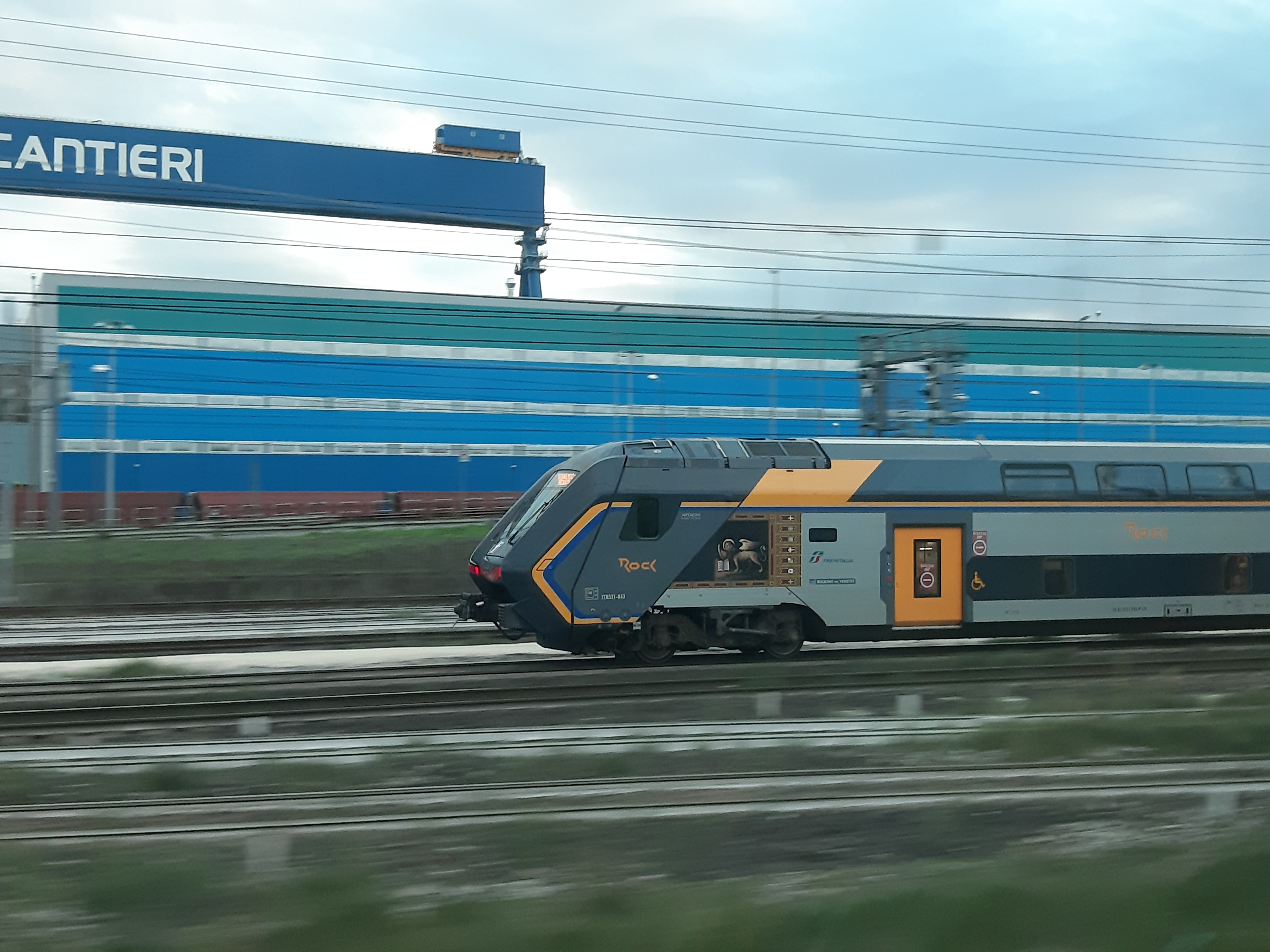
Un elettrotreno Rock tra le stazioni di Venezia Mestre e Porto Marghera; da notare il leone di San Marco, simbolo della regione Veneto, aggiunto alla livrea DPR.
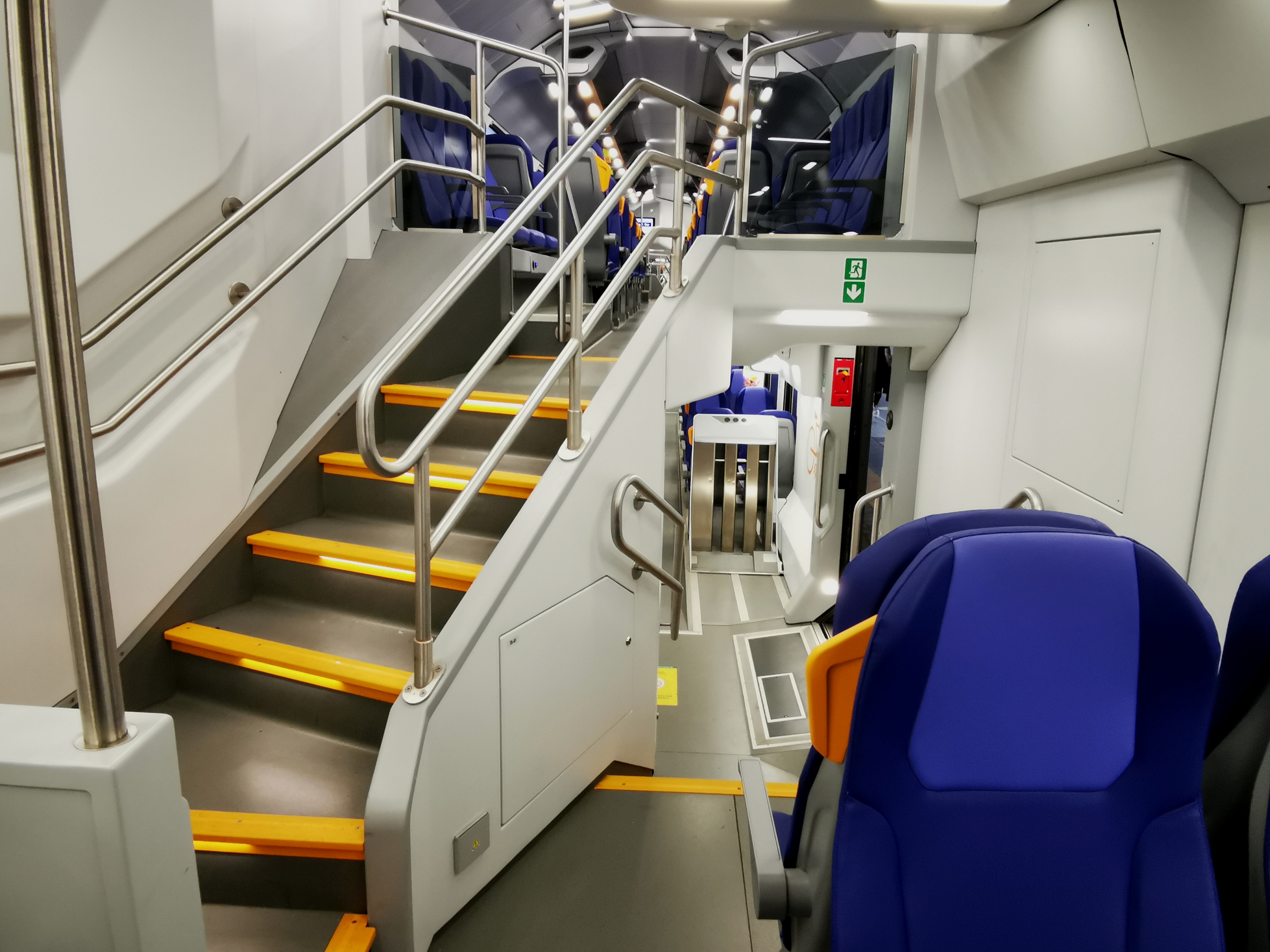
Scala per il piano superiore, con la porta alle spalle e 3 posti per le bici.
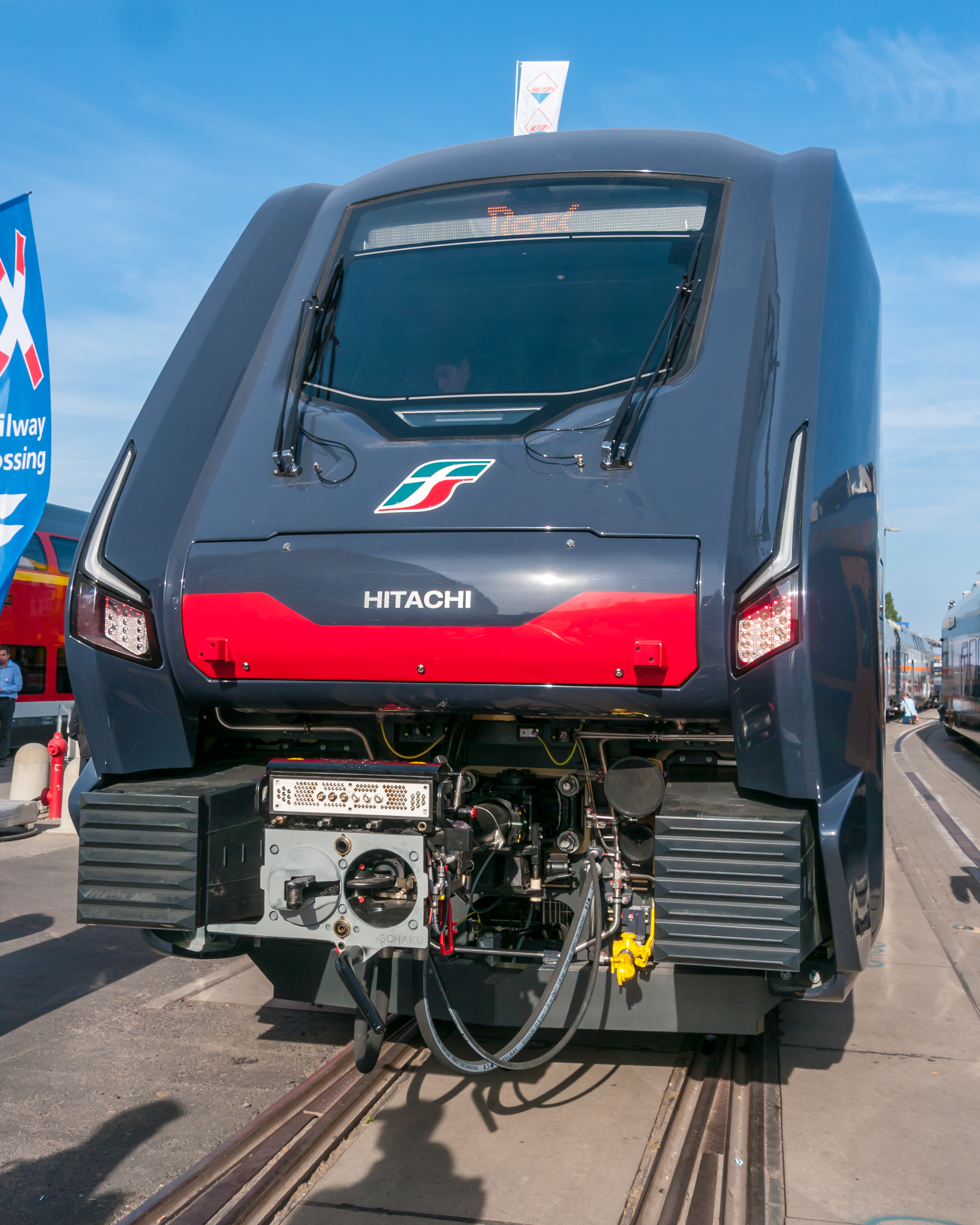
Dettaglio frontale di un elettrotreno Rock.
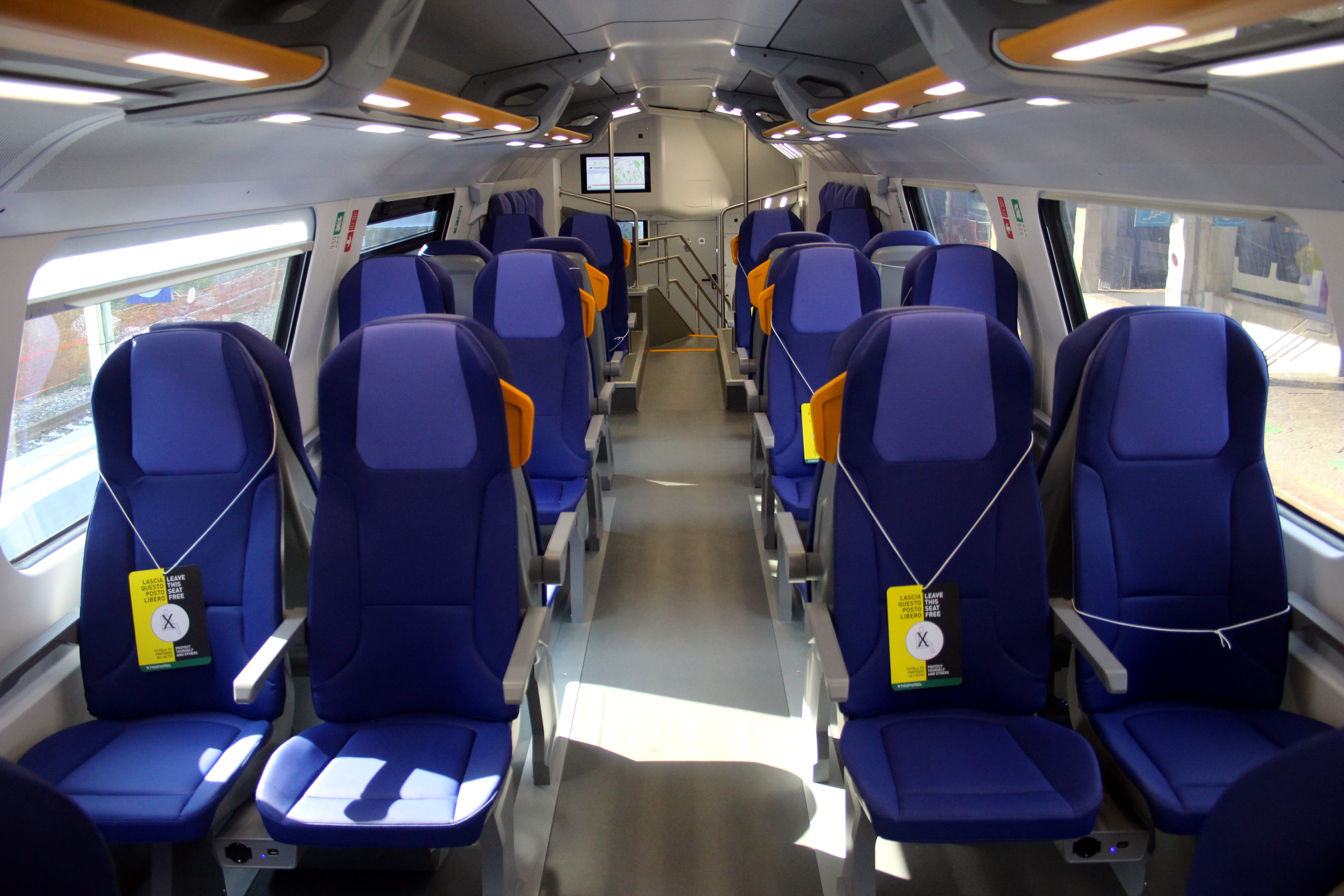
Interni del piano superiore di un elettrotreno Rock.
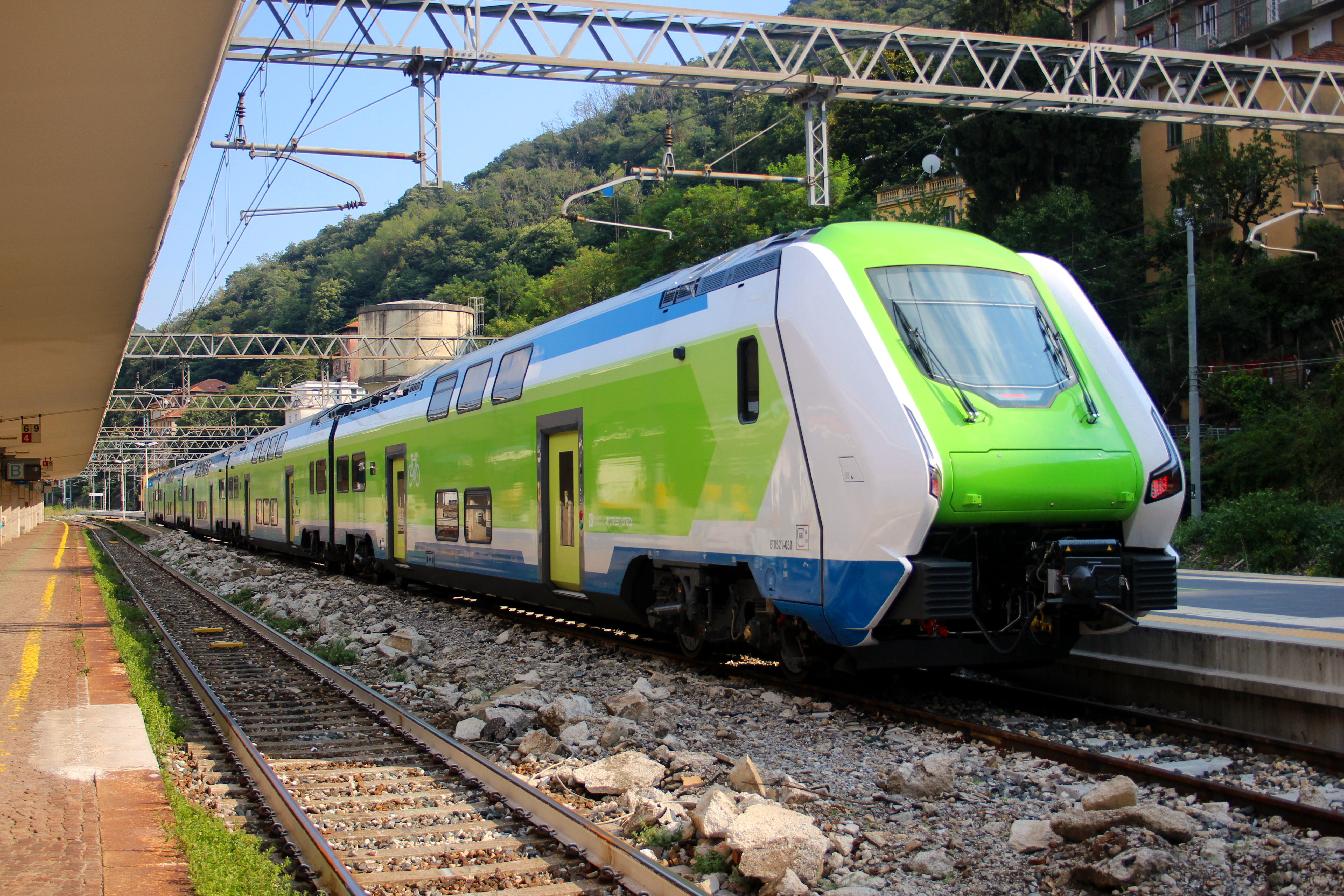
Un ETR 521 Caravaggio di Trenord, alla stazione di Como San Giovanni.